# Ilse Jacobsen
Ilse Rohde Jacobsen (født Rohde Olsen 7. august 1960 i Hornbæk, død 23. oktober 2022) var en dansk iværksætter, designer og grundlægger af Ilse Jacobsen Hornbæk samt forhenværende "løve" på DR-programmet Løvens Hule.

## Baggrund og uddannelse
Jacobsen blev uddannet fra Danmarks Forvaltningshøjskole, hvor hun studerede økonomi, jura og statskundskab. Fra 1980 arbejdede Jacobsen i Arbejdsskadestyrelsen og i slutningen af 1980erne på en restaurant i Ålsgårde.

## Ilse Jacobsen Hornbæk
Jacobsen åbnede i 1993 sin første butik i Hornbæk, der fik navnet "Ilse Jacobsen Hornbæk". I 2000 lancerede hun sit eget design for farverige gummistøvler forsynet med snørebånd, der siden skulle blive et kendetegn for hendes virksomhed. Herefter bliver kollektionen udvidet til at omfatte moderigtigt regntøj og senere også tøj og accessories. I de følgende to årtier kom flere butikker til og i 2014 var det blevet til 23 konceptbutikker i fem lande.
Ilse Jacobsen kom ud for en mediestorm i 2018 efter omfattende kritik af arbejdsmiljøet i butikskæden.

## Andre aktiviteter
Jacobsen udvidede gennem årene sit forretningsimperium med aktiviteter inden for mode, blomsterbutikker, spa- og skønhedsserier. I 2009 åbnede den første blomsterbutik, Blomsten by Ilse Jacobsen, og i 2012 lancerede hun det maritime mærke Cruize by Ilse Jacobsen.
I 2013 åbnede Ilse Jacobsen et luksuriøst spa i Hornbæk, Kurbadet by Ilse Jacobsen, der gik i konkurs i 2016. Ejendommen blev sat til salg i 2019.

### Løvens Hule
Jacobsen deltog fra 2015-2018 i tre sæsoner som investor i DRs iværksætterprogram Løvens Hule, men trak sig i 2018 efter kritik af arbejdsmiljøet i sin egen virksomhed.